# افریم مناک
افریم مناک (انگلیسی: Efrim Menuck؛ زادهٔ ۲۱ نوامبر ۱۹۷۰) موسیقی‌دان اهل کانادا است. او از سال ۱۹۹۴ میلادی به کار هنری پرداخته و بیشتر با فعالیت در گروه‌های برخاسته از مونترال همچون گادسپید یو! بلک امپرور و تی سیلور مت. زایان مموریال ارکسترا شناخته می‌شود.